# 쿠마강

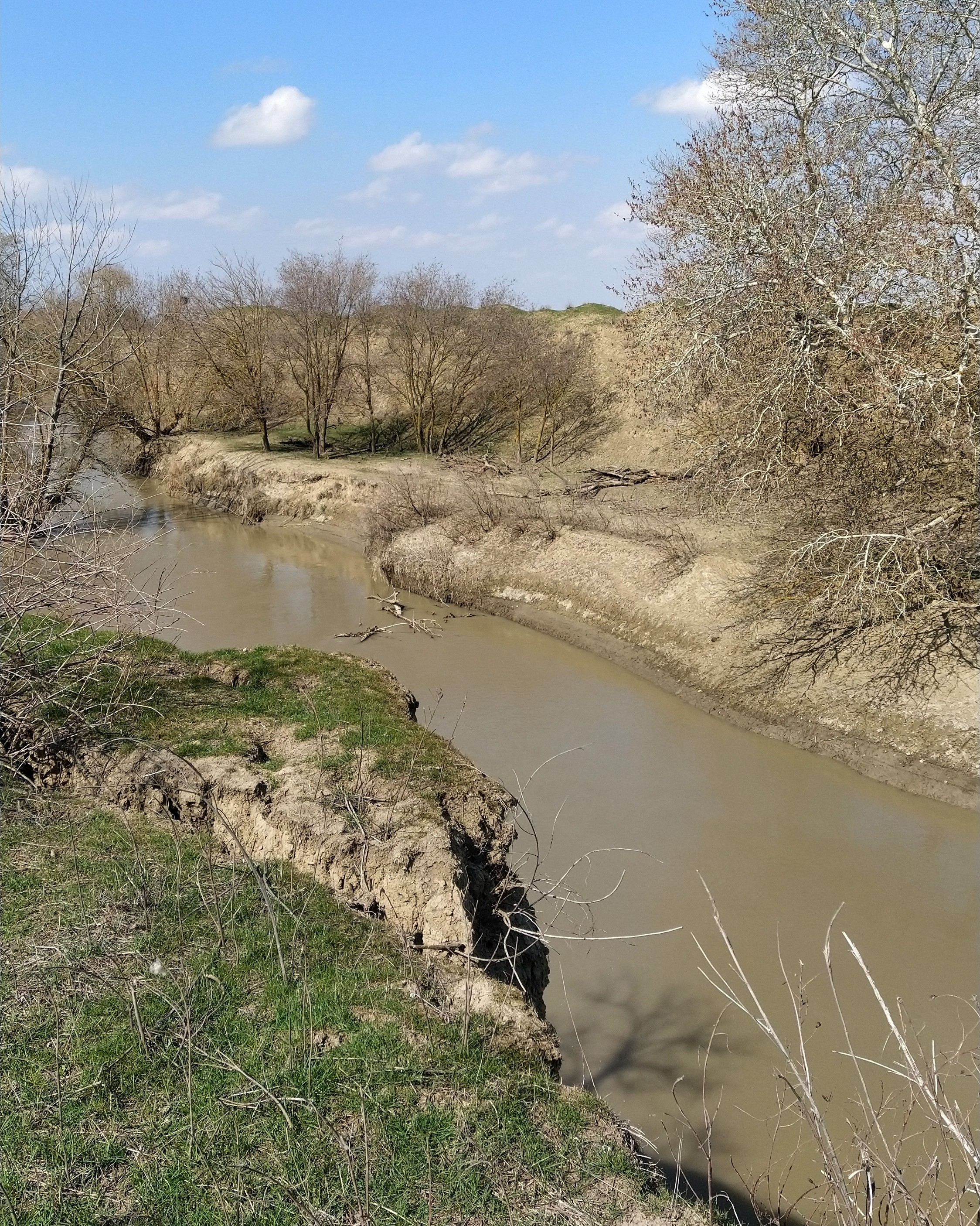

쿠마강(러시아어: Кума, 발카르어와 체르케스어: Гум, 아바자어: Гвым)은 북카프카스를 흐르는 강이다. 볼쇼이캅카스산맥에서 발원한다. 카스피해로 흘러 들어가며, 유역 길이는 802 km이다.